# Liliengewächse
Die Liliengewächse (Liliaceae) sind eine Pflanzenfamilie der Monokotyledonen (Einkeimblättrigen Pflanzen). Die etwa 16 Gattungen mit etwa 630 Arten sind in den gemäßigten Gebieten der Nordhalbkugel verbreitet, besonders in Ostasien und Nordamerika.

## Beschreibung

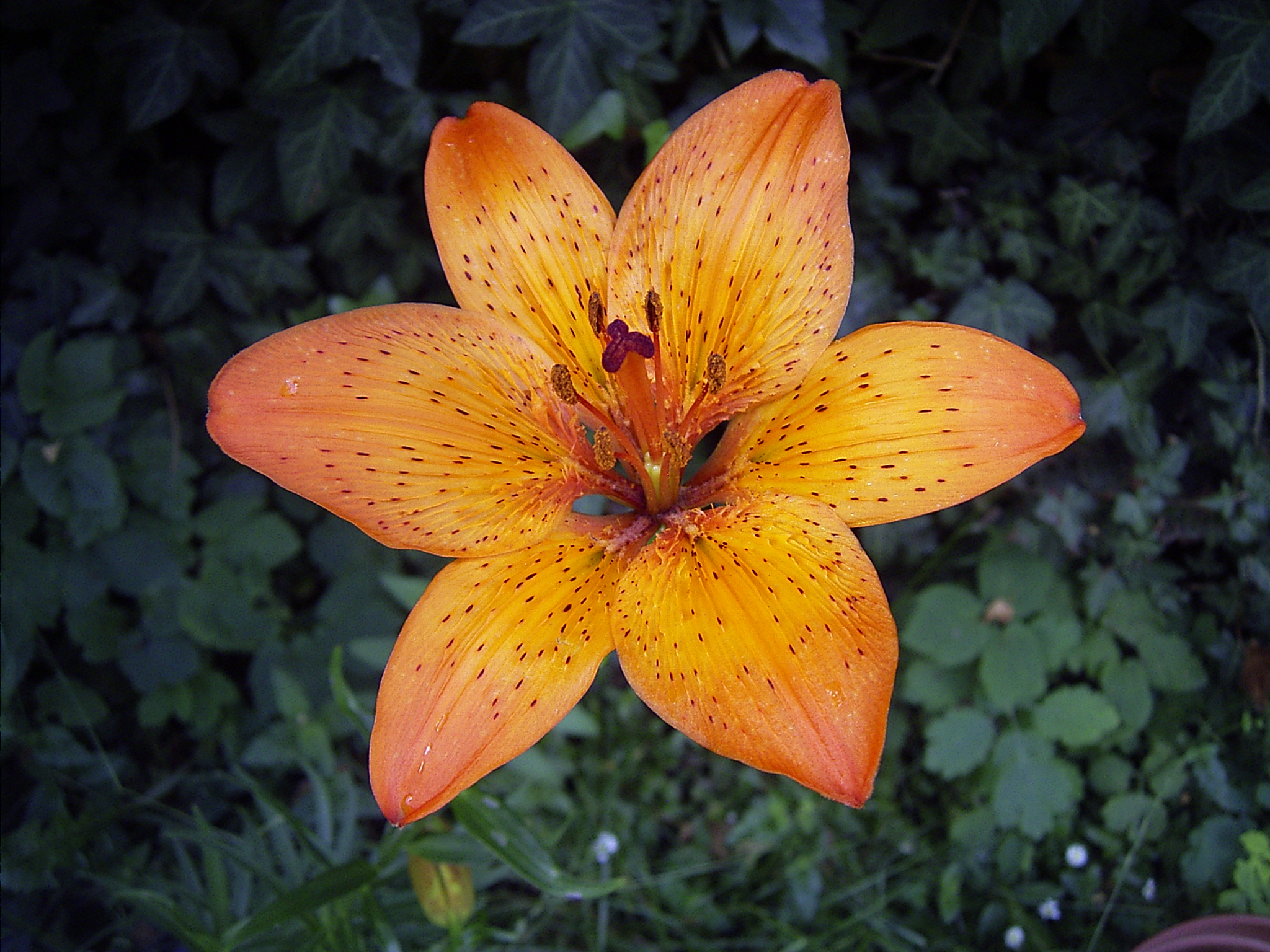
Feuerlilie (Lilium bulbiferum)

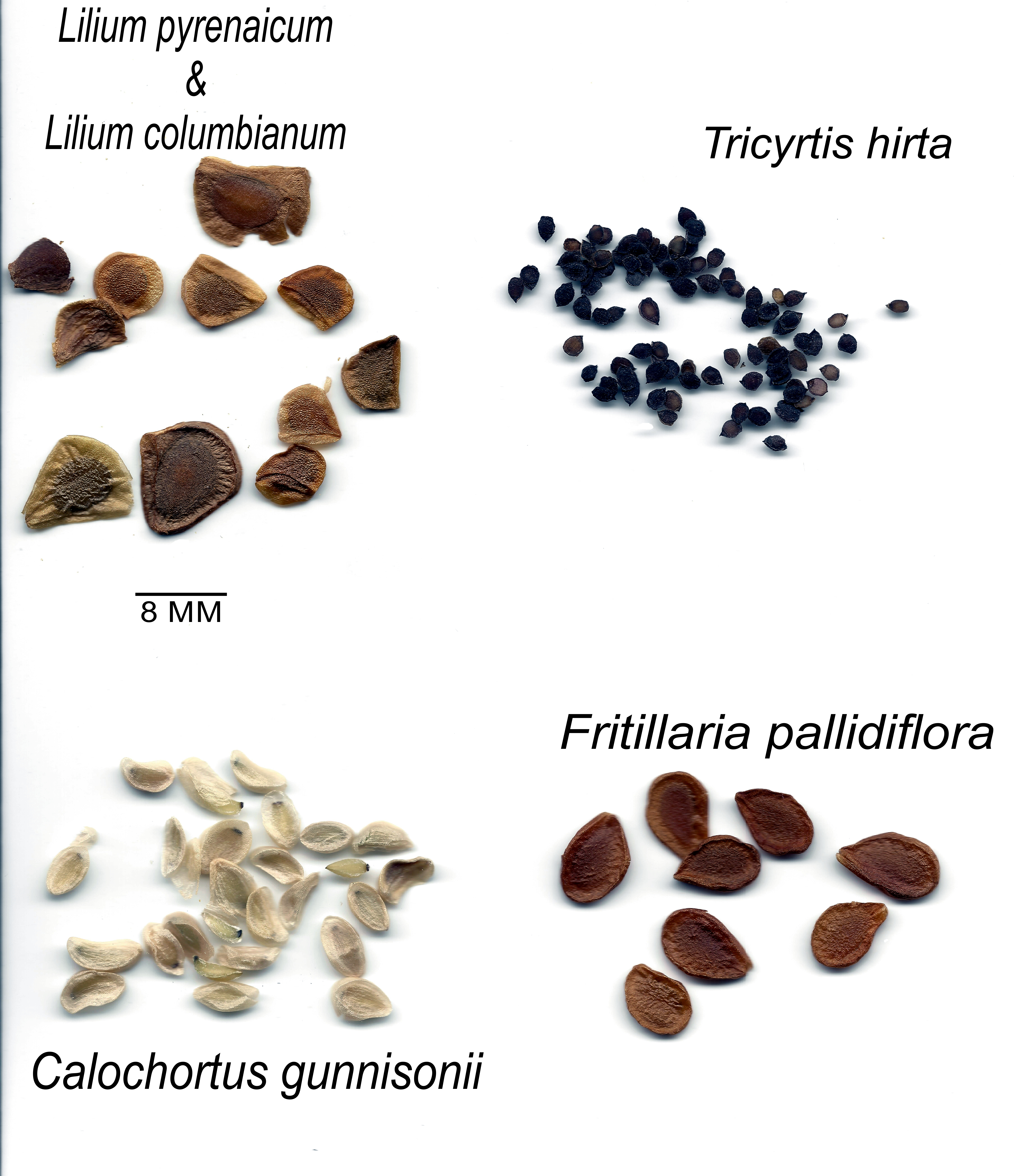
Samen der Liliaceae

Liliengewächse sind fast immer ausdauernde krautige Pflanzen. Das Überdauerungsorgan ist immer eine Zwiebel (lateinisch früher auch als Bulbus bezeichnet). Die Laubblätter sind einfach, parallelnervig und glattrandig. 
Die Blüten stehen einzeln oder in Blütenständen zusammen. Die zwittrigen Blüten sind dreizählig (wie bei fast allen Einkeimblättrigen Pflanzen). Die sechs gleichgestalteten Blütenhüllblätter (Tepalen) sind meist frei und nur selten verwachsen. Es sind je Blüte sechs Staubblätter und drei Fruchtblätter vorhanden. Die Früchte sind entweder dreikammerige Kapseln oder Beeren.

## Systematik

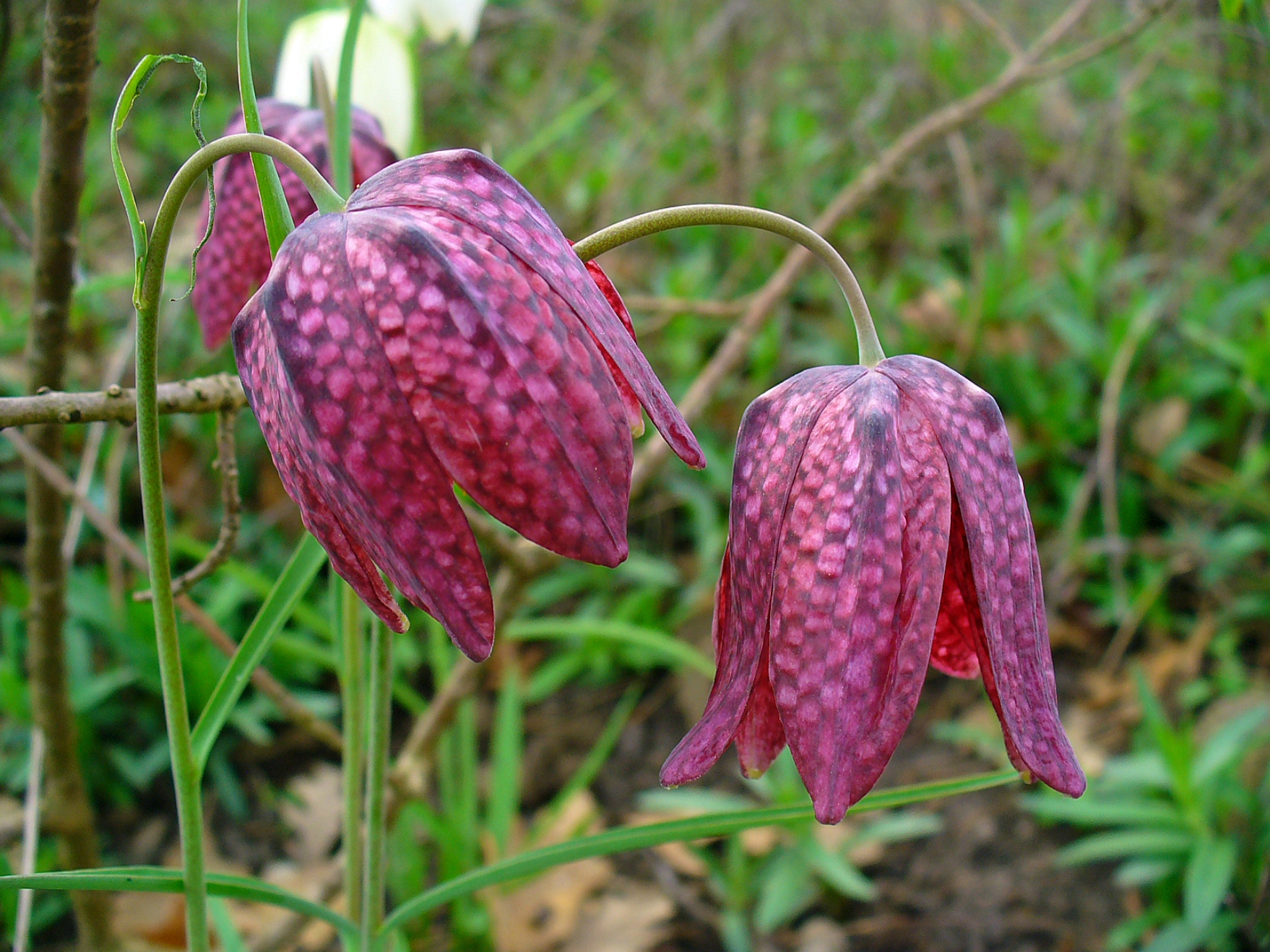
Schachblume (Fritillaria meleagris)

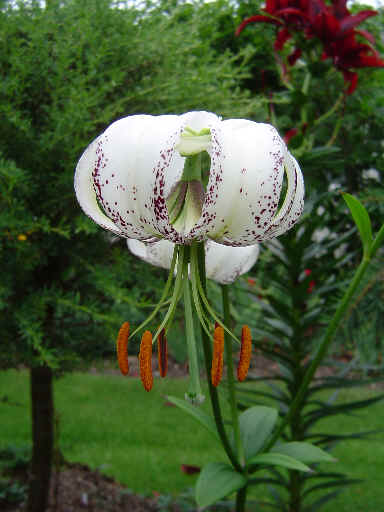
Lilium duchartrei

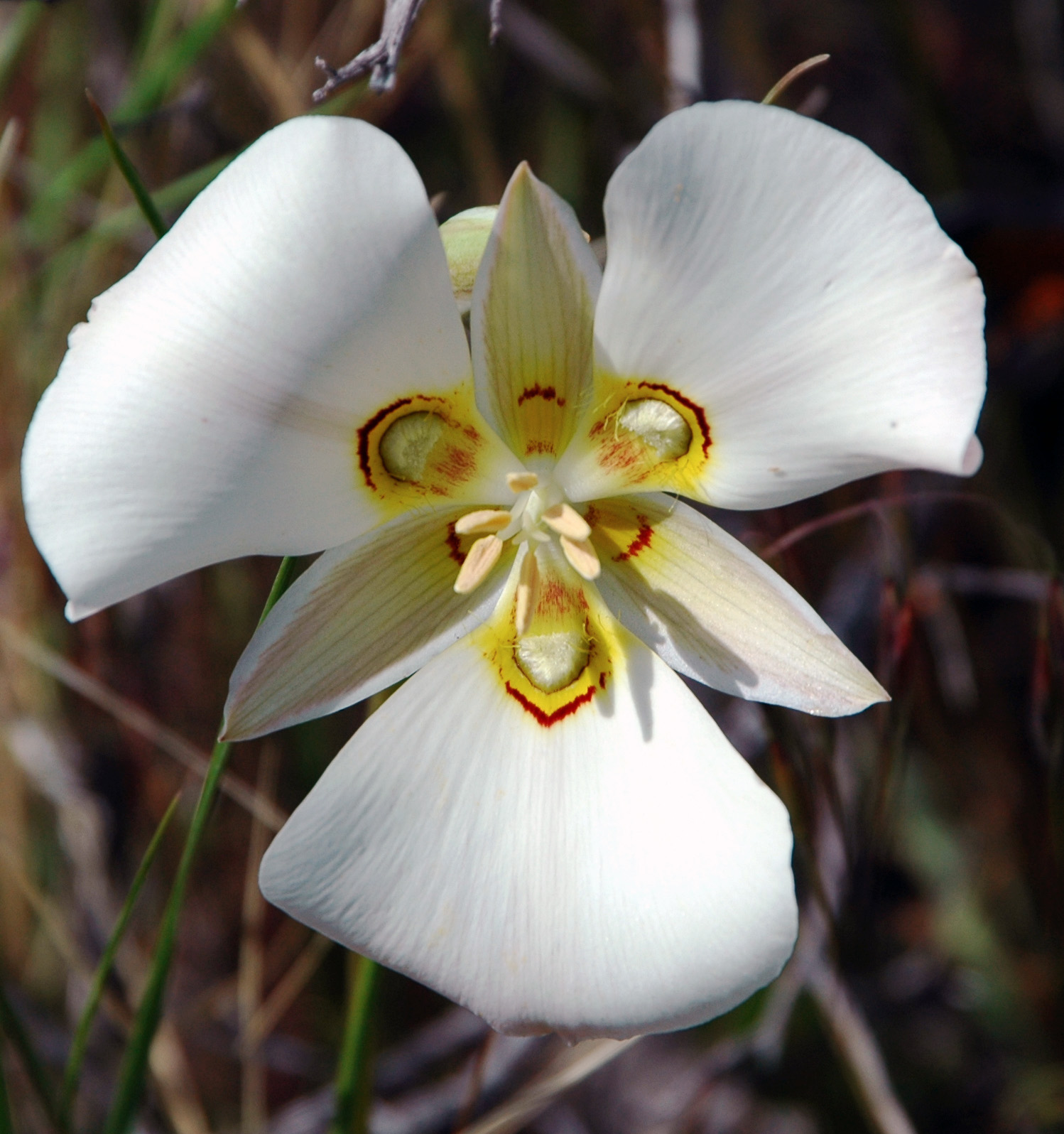
Calochortus nuttallii

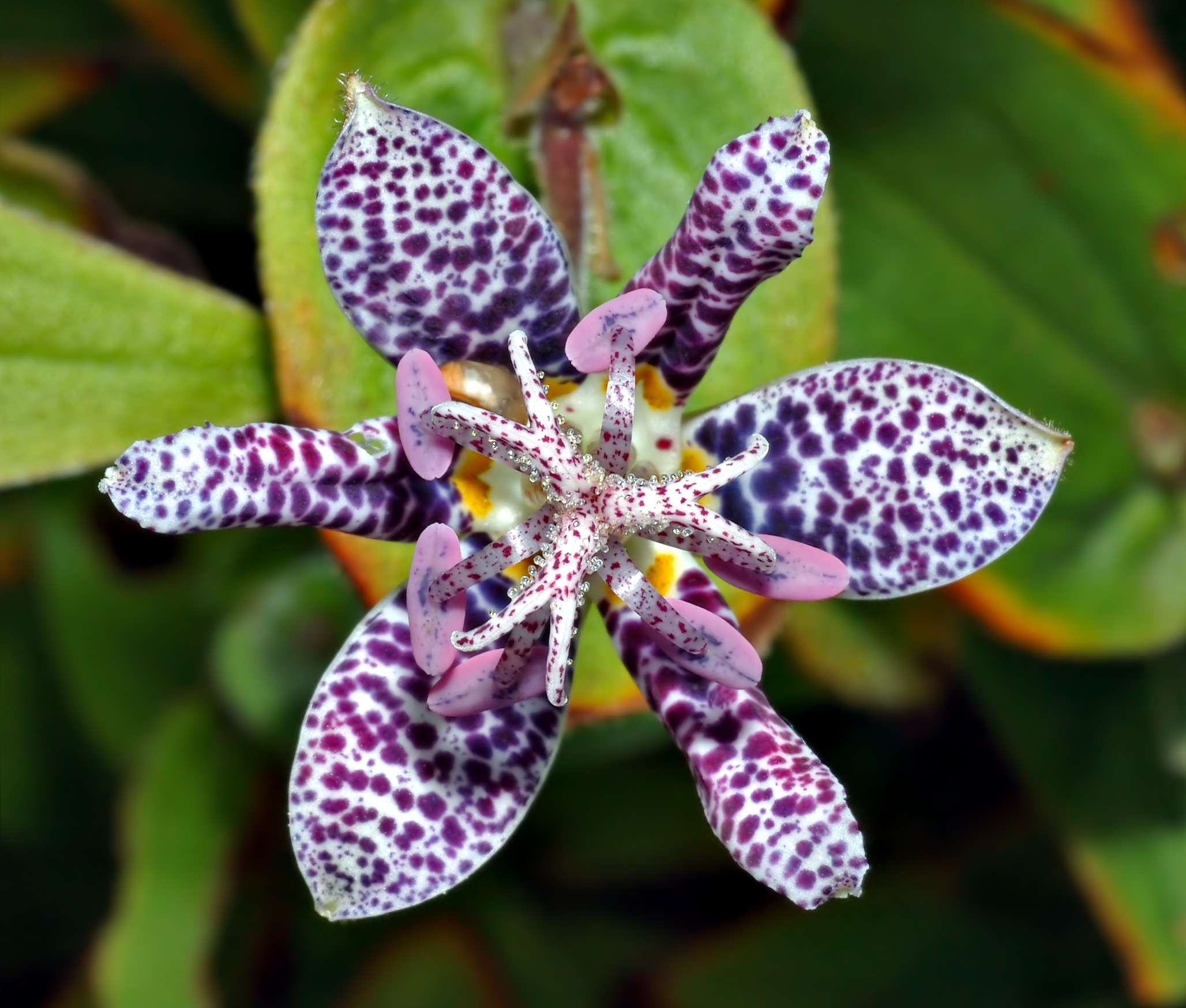
Borstige Krötenlilie (Tricyrtis hirta)

Früher wurden bis zu 3.500 Arten zu den Liliengewächsen gezählt. Viele dieser Arten gehören heute zu den Familien Agavengewächse (Agavaceae) (inzwischen: Agavoideae Unterfamilie der Asparagaceae), Amaryllisgewächse (Amaryllidaceae), Spargelgewächse (Asparagaceae), Affodillgewächse (Asphodelaceae), Zeitlosengewächse (Colchicaceae), Hyazinthengewächse (Hyacinthaceae) (inzwischen: Scilloideae, Unterfamilie der Spargelgewächse) und Mäusedorngewächse (Ruscaceae) (inzwischen: Nolinoideae, Unterfamilie der Spargelgewächse). Synonyme für Liliaceae Juss. nom. cons. sind: Calochortaceae Dumort., Compsoaceae Horan., Cymbanthaceae Salisb. nom. inval., Fritillariaceae Salisb., Medeolaceae Takht., Scoliopaceae Takht., Tricyrtidaceae Takht. nom. cons., Tulipaceae Batsch ex Borkh.
Die Liliaceae werden heute oft in zwei Unterfamilien unterteilt mit insgesamt etwa 16 Gattungen und etwa 635 Arten:
- Unterfamilie Lilioideae Eaton: Sie enthält elf Gattungen mit etwa 535 Arten:
  - Riesenlilien (Cardiocrinum (Endl.) Lindl.): Die etwa drei Arten sind vom Himalaja bis Russlands Fernen Osten verbreitet.[3]
  - Clintonia Raf. (Syn.: Hylocharis Regel & Tiling, Xeniatrum Salisb.): Die etwa fünf Arten auf der Nordhalbkugel im gemäßigten bis subtropischen Asien und in Nordamerika verbreitet.[3]
  - Zahnlilien (Erythronium L., Syn.: Dens-canis Tourn. ex Rupp. nom. inval., Mithridatium Adans.):[3] Die etwa 27 Arten sind fast alle in gemäßigten Gebieten Nordamerikas verbreitet, nur eine kommt in Europa vor.
  - Fritillaria L. (Syn.: Korolkowia Regel, Petilium Ludw., Imperialis Adans., Amblirion Raf., Rhinopetalum Fisch. ex D.Don, Baimo Raf., Corona Fisch. ex Graham, Melorima Raf., Eucrinum (Nutt.) Lindl., Theresia K.Koch, Tozzettia Parl., Liliorhiza Kellogg, Lyperia Salisb., Monocodon Salisb., Sarana Fisch. ex Baker, Ochrocodon Rydb.): Die etwa 140 Arten sind in den gemäßigten Gebieten der Nordhalbkugel verbreitet.[4][3]
  - Gelbsterne (Gagea Salisb., Syn.: Lloydia Salisb. ex Rchb. nom. cons., Upoxis Adans., Rhabdocrinum Rchb., Ornithoxanthum Link, Nectarobothrium Ledeb., Cronyxium Raf., Hemierium Raf., Hornungia Bernh., Reggeria Raf., Bulbillaria Zucc., Plecostigma Turcz., Boissiera Haens. ex Willk., Solenarium Dulac, Szechenyia Kanitz, Giraldiella Dammer): Die etwa 200 Arten sind auf der Nordhalbkugel verbreitet.[3]
  - Lilien (Lilium L., Syn.: Lirium Scop. nom. illeg., Martagon Wolf, Martagon (Rchb.) Opiz nom. illeg.): Die etwa 110 Arten sind auf der Nordhalbkugel verbreitet.[3]
  - Medeola L. (Syn.: Gyromia Nutt.): Sie enthält nur eine Art:
    - Indianer-Schlangenwurzel (Medeola virginiana L.): Sie ist vom östlichen Kanada bis in den östlich-zentralen und östlichen USA verbreitet.[3]

  - Prachtlilien (Nomocharis Franch., manchmal in Lilium): Die etwa zehn Arten sind vom Himalaja bis ins südlich-zentrale China verbreitet.[3]
  - Notholirion Wall. ex Boiss.: Die etwa vier Arten sind vom östlichen Irak bis in den westlichen Iran und von Afghanistan bis Zentralasien verbreitet.[3]
  - Tulpen (Tulipa L.): Manche Autoren gliedern eine Gattung Amana Honda aus[3][5]. Die etwa 150 Arten sind von Nordafrika über Europa bis Mittel- und Zentralasien verbreitet.

- Unterfamilie Calochortoideae Dumort.: Sie enthält fünf Gattungen mit etwa 100 Arten:
  - Mormonentulpen (Calochortus Pursh, Syn.: Cyclobothra D.Don, Mariposa (Alph.Wood) Hoover): Die 60 bis 73 Arten sind vom kanadischen British Columbia bis Guatemala verbreitet.[3]
  - Elfenglöckchen (Prosartes D.Don): Die etwa sechs Arten sind in Nordamerika verbreitet.[3]
  - Scoliopus Torr.: Die nur zwei Arten sind in den westlichen USA von Oregon bis Kalifornien verbreitet.[3]
  - Knotenfuß (Streptopus Michx., Syn.: Hexorima Raf., Hekorima Kunth, Kruhsea Regel, Tortipes Small): Die etwa elf Arten sind in den Gemäßigten Gebieten der Nordhalbkugel verbreitet.[3]
  - Krötenlilien (Tricyrtis Wall., Syn.: Compsoa D.Don, Compsanthus Spreng., Brachycyrtis Koidz.): Die etwa 23 Arten sind vom Himalaja und im gemäßigten Ostasien bis Taiwan und Japan verbreitet.[3]